# 2668 Tataria
2668 Tataria este un asteroid din centura principală, descoperit pe 26 august 1976 de Nikolai Cernîh.